# نهاد إبراهيم
نهاد إبراهيم (1 يناير 1971 -) هي ناقدة مسرحية وسينمائية وأدبية حرة وشاعرة ومترجمة وروائية وكاتبة سيناريو مصرية .

## حياتها
وُلدت في القاهرة في 1 يناير 1971. حصلت على ليسانس الآلسن، من قسم اللغة الألمانية بجامعة عين شمس عام 1992. لها العديد من المقالات والدراسات النقدية المتخصصة في الصحف والمجلات المصرية والعربية. فازت مجموعتها القصصية الكونت دى مونت شفيقه بجائزة أفضل مجموعة قصصية 2012/2013 ضمن جوائز اتحاد كتاب مصر.
شاركت كعضو لجنة مشاهدة واختيار الأفلام بمهرجانات القاهرة والإسكندرية والإسماعيلية السينمائية الدولية. شاركت في ترجمة وتحرير كتالوجات مهرجانات القاهرة والإسكندرية والإسماعيلية وسينما الطفل السينمائية الدولية. وشاركت في إدارة ندوات محلية ودولية بالمهرجانات المختلفة والمجلس الأعلى للثقافة ومكتبة الإسكندرية. وشاركت كعضو لجنة تحكيم النقاد بمهرجان الإسماعيلية الدولى للأفلام التسجيلية والقصيرة، بصفتها ممثلة لجمعية نقاد السينما المصريين عام 2002. مثلت مصر في لجنة تحكيم النقاد الدولية بمهرجان لوكارنو السينمائي الدولى، بصفتها ممثلة للاتحاد الدولي للنقاد عام 2003. وشاركت كعضو لجنة تحكيم بمسابقة الأفلام التسجيلية والروائية القصيرة والتحريك بالمهرجان القومي للسينما المصرية عام 2013. شاركت كعضو لجنة تحكيم المهرجان القومى للسينما المصرية مسابقة الأفلام الروائية الطويلة الدورة الحادية والعشرون من 18 إلى 26 أكتوبر 2017.

- جذبت إصداراتها انتباه قمم الجامعات الأمريكية الراقية لتحتفظ بها في مكتباتها مع نجاحات

أخرى عربية ودولية. تتضمن قائمة هذه الجامعات المرموقة: هارفارد – ييل – أوهايو – برينستون – ستانفورد – كاليفورنيا، بيركلى – كاليفورنيا، لوس أنجلوس – كولومبيا – تكساس أوستن – إنديانا –
جامعة بنسلفانيا - جامعة إيوا - جامعة واشنطن – جامعة نيويورك - جامعة براون - جامعة ديوك –
جامعة متشيجان في الولايات المتحدة الأمريكية –الجامعة الأمريكية بالقاهرة - الجامعة الأمريكية في
بيروت - جامعة بامبرج بألمانيا - جامعة مارتن لوثر بألمانيا
- نشر العديد من المقالات النقدية والدراسات النقدية في صحف ومجلات مصرية وعربية: جريدة الرياض - جريدة الشرق الأوسط - جريدة القاهرة - جريدة العربى - جريدة البيان - مجلة الكواكب - مجلة شاشتى - مجلة الفنون - مجلة المسرح - مجلة الفن السابع - مجلة المجلة - مجلة عيون - مجلة تى في - مجلة آفاق المسرح - مجلة السينما الجديدة - مجلة سيدتى - مجلة المحيط الثقافى - موقع mbc.net
- في بداياتها ظلت تكتب شهورا طويلة مقالات نقدية سينمائية بمجلة الكواكب المصرية بإمضاء ""الآنسة كاف".
- مذيعة هواء - قطاع الإذاعة المصرية - شبكة الإذاعات الموجهة—شبكة البرنامج الثقافى - اتحاد الإذاعة والتليفزيون - 19996 حتى 2008
- شاركت كعضو لجنة مشاهدة واختيار الأفلام وتحرير كتالوجات بمهرجانات القاهرة والإسكندرية والقاهرة الدولى لسينما الأطفال والإسماعيلية
- عضو لجنة تحكيم النقاد مهرجان الإسماعيلية ممثلة لجمعية نقاد السينما المصرية 2002
- عضو لجنة التحكيم مهرجان لوكارنو ممثلة للاتحاد الدولى للنقاد 2003
- عضو لجنة تحكيم المهرجان القومى للسينما المصرية مسابقة الأفلام التسجيلية والقصيرة 2013
- عضو لجنة تحكيم المهرجان القومى للسينما المصرية مسابقة الأفلام الروائية الطويلة الدورة الحادية والعشرون من 18 إلى 26 أكتوبر 2017

## المؤهلات الدراسية
- ليسانس كلية الآلسن اللغة الألمانية/الإيطالية- جامعة عين شمس – 1992
- دبلوم الدراسات العليا من المعهد العالي للنقد الفني من أكاديمية الفنون عام 1996.
- ماجستير النقد الأدبي في شخصية شهرزاد في الأدب المصرى المعاصر من المعهد العالي للنقد الفني بأكاديمية الفنون عام 2001.[3]
- الدكتوراه في النقد الأدبي في أسطورة فاوست بين مارلو وغوته والحكيم وباكثير وفتحى رضوان– دراسة تحليلية مقارنة من المعهد العالي للنقد الفني بأكاديمية الفنون عام 2006.

1. شهادات أخرى:

- دبلوم البرمجة اللغوية العصبية (معتمدة من الأكاديمية الدولية للتدريب والتنمية IFTD – مركز التدريب الكندى) - 2012
- دبلوم المدرب الدولى المعتمد - تدريب المدربين –(معتمدة من الأكاديمية الدولية للتدريب والتنمية IFTD – مركز التدريب الكندى – كلية بوسطن) – 2012
- دبلوم تدريبى معتمد في إدارة الموارد البشرية -أكاديمية السادات للعلوم الإدارية - 2014
- الدورة التثقيفية القصيرة للدراسات الاستراتيجية والأمن القومى رقم (1) – الأكاديمية العسكرية للدراسات العليا والاستراتيجية – كلية الدفاع الوطنى – 2024
- الدورة التثقيفية القصيرة لإدارة الأزمات رقم (1) – الأكاديمية العسكرية للدراسات العليا والاستراتيجية – كلية الدفاع الوطنى – 2024
- الدورة التثقيفية القصيرة لصناع القرار رقم (1) – الأكاديمية العسكرية للدراسات العليا والاستراتيجية – كلية الدفاع الوطنى – 2024

## إصدارات
- كتاب «دراما بلا حدود» عن السيناريست المصري عبد الحى أديب- إصدارات المهرجان القومى للسينما المصرية- 2000
- ديوان شعر عامية «كلام أغاني..؟!!»- 2004
- ديوان شعر عامية «شكلي مش زى الصورة»- إصدارات مركز الحضارة العربية- 2005
- «شهرزاد في الأدب المصرى المعاصر»- إصدارات الهيئة العامة لقصور الثقافة- سلسلة كتابات نقدية- 2005
- تحرير وتقديم كتاب «عناكب في المصيدة/ ثلاث روايات روسية»- المشروع القومى للترجمة- إصدارات المجلس الأعلى للثقافة- 2005
- تحرير وتقديم الرواية الروسية «موزاييك الحب والموت»- المشروع القومى للترجمة- إصدارات المجلس الأعلى للثقافة- 2006
- تحرير وتقديم «كراسة مصر/ روايتان روسيتان»- المشروع القومى للترجمة- إصدارات المجلس الأعلى للثقافة- 2006
- كتاب «توفيق الحكيم من المسرح إلى السينما» إصدارات الهيئة العامة لقصور الثقافة- سلسلة آفاق السينما- رقم 49- 2006
- ديوان شعر عاميه «إتفرج يا سلام»- إصدارات الهيئة المصرية العامة للكتاب- 2007
- كتاب «أسطورة فاوست بين مارلو وغوته والحكيم وباكثير وفتحى رضوان»- إصدارات المجلس الأعلى للثقافة- 2009
- ترجمة وتقديم كتاب «المخرجون- كلاكيت أول مرة»- إصدارات المركز القومى للترجمة- رقم 1596- 2010
- ديوان شعر عاميه «في بيتنا شجر التوت»- 2012
- المجموعة القصصية «الكونت دى مونت شفيقه»- 2012
- ديوان شعر عامية «كل كلام الأغاني» - إصدارات مركز الحضارة العربية- 2014
- ديوان شعر عامية «بيقولوا عليّا حمار!!!» - إصدارات مركز الحضارة العربية- 2014
- ترجمة كتاب «تحت مقص الرقيب»-إصدارات المركز القومى للترجمة- رقم 2038- 2014
- كتاب «قراءات نقدية في العروض المسرحية»– إصدارات مركز الحضارة العربية- 2014
- كتاب «سينما حول العالم»– إصدارات دار العلوم للنشر والتوزيع- 2015
- كتاب «دراسات سينمائية متنوعة»– إصدارات دار العلوم للنشر والتوزيع- 2015
- ديوان شعر عامية «عيشة تسد النفس»- إصدارات دار العلوم للنشر والتوزيع- 2015
- موسوعة النقد السينمائي- تشكيل الوعى عبر القوى الناعمة- 6 أجزاء- تجليد فنى- 3228 صفحة- 1046 مقال- مقاس 17 سم × 24 سم- إصدارات دار العلوم

```
للنشر والتوزيع- 2016
```

- كتاب «قراءات نقدية في العروض المسرحية- تشكيل الوعى عبرالقوى الناعمة»- تجليد فنى- الطبعة الثانية- إصدارات دار العلوم للنشر والتوزيع-

```
2016
```

- كتاب «استلهام شخصية شهرزاد في السينما المصرية» - المجلس الأعلى للثقافة - 2017
- ديوان شعر عامية «بيقولوا عليّا حمار!!!» -الطبعة الثانية - إصدارات دار العلوم للنشر والتوزيع- 2018
- المجموعة القصصية «الكونت دى مونت شفيقه» - الطبعة الثانية - إصدارات دار العلوم للنشر والتوزيع- 2018
- ديوان شعر عامية «شكلي مش زى الصورة» - الطبعة الثانية - إصدارات دار العلوم للنشر والتوزيع- 2018
- ديوان شعر عامية «في بيتنا شجر التوت» - الطبعة الثانية - إصدارات دار العلوم للنشر والتوزيع- 2018
- ديوان شعر عامية «كل كلام الأغاني» - الطبعة الثانية - إصدارات دار العلوم للنشر والتوزيع- 2018
- سيناريو روائى «دو رى مى» - إصدارات دار العلوم للنشر والتوزيع- 2018
- ترجمة موسوعة «دراسات سينمائية - المفاهيم الرئيسية»-إصدارات المركز القومى للترجمة- رقم 2396 - 2018
- ديوان شعر عامية «إتفرج يا سلام» – الطبعة الثانية - دار العلوم للنشر والتوزيع – 2018
- «توفيق الحكيم من المسرح إلى السينما» – الطبعة الثانية – دار العلوم للنشر والتوزيع - 2018
- «شخصية شهرزاد في الأدب المصرى المعاصر - دراسة تحليلية» – الطبعة الثانية – دار العلوم للنشر والتوزيع - 2018
- ديوان شعر عامية «إتفرج يا سلام» – الطبعة الثالثة - دار العلوم للنشر والتوزيع – 2019
- «توفيق الحكيم من المسرح إلى السينما» – الطبعة الثالثة – دار العلوم للنشر والتوزيع - 2019
- «شخصية شهرزاد في الأدب المصرى المعاصر – دراسة تحليلية» – الطبعة الثالثة – دار العلوم للنشر والتوزيع - 2019
- تأليف فصلين من كتاب "السيدات الرائدات من مصر القديمة والشرق الأوسط/Female Pioneers from Ancient Egypt

and the Middle East "
الفصل السادس/نيللى: الهرم الخالد للتمثيل والأعمال الاستعراضية السينمائية والمسرحية والتليفزيونية في مصر والشرق الأوسط
الفصل السابع/سهير القلماوى: أيقونة مصرية تعليمية رسمت صورة النهضة الثقافية العربية طوال القرن العشرين - الطبعة الأولى – دار نشر سبرنجر - 2021